# 麦克劳林不等式
数学中，麦克劳林不等式（Maclaurin's inequality），以科林·麦克劳林冠名，是算术几何平均不等式的加细。
设 a1, a2, ..., an 是正实数，对 k = 1, 2, ..., n 定义平均 Sk 为
{\displaystyle S_{k}={\frac {\displaystyle \sum _{1\leq i_{1}<\cdots <i_{k}\leq n}a_{i_{1}}a_{i_{2}}\cdots a_{i_{k}}}{\displaystyle {n \choose k}}}.}
这个分式的分子是度数为 n 变元 a1, a2, ..., an   的 k 阶基本对称多项式，即 a1, a2, ..., an 中指标递增的任意 k 个数乘积之和。分母是分子的项数，二项式系数 {\displaystyle \scriptstyle {n \choose k}}。
麦克劳林不等式是如下不等式链：
{\displaystyle S_{1}\geq {\sqrt {S_{2}}}\geq {\sqrt[{3}]{S_{3}}}\geq \cdots \geq {\sqrt[{n}]{S_{n}}}}
等号成立当且仅当所有 ai 相等。
对 n = 2，这个给出两个数通常的几何算术平均不等式。n = 4 的情形很好地展示了麦克劳林不等式:
{\displaystyle {\begin{aligned}&{}\quad {\frac {a_{1}+a_{2}+a_{3}+a_{4}}{4}}\\\\&{}\geq {\sqrt {\frac {a_{1}a_{2}+a_{1}a_{3}+a_{1}a_{4}+a_{2}a_{3}+a_{2}a_{4}+a_{3}a_{4}}{6}}}\\\\&{}\geq {\sqrt[{3}]{\frac {a_{1}a_{2}a_{3}+a_{1}a_{2}a_{4}+a_{1}a_{3}a_{4}+a_{2}a_{3}a_{4}}{4}}}\\\\&{}\geq {\sqrt[{4}]{a_{1}a_{2}a_{3}a_{4}}}.\end{aligned}}}

## 证明
麦克劳林不等式可用牛顿不等式证明。证明的思路是运用归纳法：
- 首先证明
{\displaystyle S_{1}\geq {\sqrt {S_{2}}}}
也就是：{\displaystyle (n-1)(\sum _{k=1}^{n}a_{k})^{2}\geq 2n\sum _{1\leq i<j\leq n}^{n}a_{i}a_{j}}。
这个式子等价于{\displaystyle (n-1)\sum _{k=1}^{n}a_{k}^{2}\geq 2\sum _{1\leq i<j\leq n}^{n}a_{i}a_{j}}，
也就是：{\displaystyle \sum _{1\leq i<j\leq n}^{n}(a_{i}-a_{j})^{2}\geq 0}。因此成立。

- 其次，假设对某个{\displaystyle k\geq 2}，已经证明了{\displaystyle {\sqrt[{k-1}]{S_{k-1}}}\geq {\sqrt[{k}]{S_{k}}}}，那么也就等于说证明了：
{\displaystyle S_{k-1}^{k}\geq S_{k}^{k-1}}
牛顿不等式说明，还有：{\displaystyle S_{k}^{2}\geq S_{k+1}S_{k-1}}
这个不等式两边作k 次乘幂，就得到：{\displaystyle S_{k}^{2k}\geq S_{k+1}^{k}S_{k-1}^{k}}
从而：{\displaystyle S_{k}^{2k}\geq S_{k+1}^{k}S_{k}^{k-1}}
{\displaystyle S_{k}^{k+1}\geq S_{k+1}^{k}}
{\displaystyle {\sqrt[{k}]{S_{k}}}\geq {\sqrt[{k+1}]{S_{k+1}}}}

于是，综上所述，可以证明对所有的{\displaystyle 1\leq k\leq n-1}，都有：
麦克劳林不等式得证。